# رولدانی بالدوین
رولدانی بالدوین (اسپانیایی: Roldani Baldwin‎؛ زادهٔ ۱۶ مارس ۱۹۹۶) بازیکن بیس‌بال اهل جمهوری دومینیکن است.
وی در مسابقات کشوری و بین‌المللی در مجموع برندهٔ ۱ مدال برنز شده‌است.